# Poxdorf
Poxdorf là một đô thị thuộc huyện Forchheim trong bang Bayern nước Đức. Đô thị Poxdorf có diện tích 5,16 km², dân số thời điểm 31 tháng 12 năm 2006 là 1543 người.